# Muddalahalli, Chik Ballapur
Muddalahalli là một làng thuộc tehsil Chik Ballapur, huyện Kolar, bang Karnataka, Ấn Độ.